# Tommy Ladnier
Thomas Ladnier dit « Tommy Ladnier » est un trompettiste de jazz américain né à Florenville (Louisiane) en 1900 et mort à New York en 1939 d'un infarctus.

## Discographie[2]
Enregistrements :
- 1923 : Play that thing (avec Ollie Powers)
- 1926 : The Chant (avec Fletcher Henderson)
- 1927 :  Fidgety feet (avec Fletcher Henderson)
- 1932 :  Maple leaf rag (avec Sidney Bechet)
- 1938 : Weary blues (avec Mezz Mezzrow)
- 1938 :  Royal Garden blues (avec Mezz Mezzrow)

## Source
- Traveling Blues, The Life and Music of Tommy Ladnier par Bo Lindström et Dan Vernhettes